# باشگاه فوتبال کما شیراز
باشگاه فوتبال کما شیراز یک تیم فوتبال ایرانی بود که در شهر شیراز فعالیت می‌کرد و در ۳ دوره از لیگ فوتبال ایران حاضر بود.

## پیشینه
کما در جام قدس ۶۹–۱۳۶۸ به عنوان نخستین نماینده شیراز در لیگ‌های سراسری فوتبال ایران بعد از انقلاب ۱۳۵۷ حاضر بود. کما در گروه ۱ رقابت‌ها رتبه هشتم را کسب کرد.
این تیم با پیروزی برابر برق شیراز توانست به عنوان نماینده استان فارس جواز حضور در لیگ آزادگان ۷۱–۱۳۷۰ را به دست آورد. کما در لیگ آزادگان ۷۱–۱۳۷۰ رتبه ۹ام را کسب کرد و در لیگ آزادگان ۱۳۷۱ در گروه ۱ ششم شد.